# Steagul orașului New York

Steagul orașului New York (1977–prezent).

Steagul orașului New York este un tricolor pe verticală de culoare albastră, albă și oranj, iar în centru este sigiliul orașului colorat cu albastru.

### Descriere și proporții
- Steagul este un tricolor vertical cu benzi de dimensiuni egale: albastru (la lance), alb (centru) și portocaliu (la zbor) .
- În centrul benzii albe se află sigiliul orașului, reprodus în albastru .
- Adoptat formal la 6 aprilie 1915, înlocuind steagul neoficial anterior.
- Sigiliul a suferit o modificare în data de 30 decembrie 1977, când anul inscripționat a fost schimbat de la “1664” la “1625”, pentru a reflecta fondarea New Amsterdam-ului.

### Istoric și inspirație
- Designul tricolor este inspirat de steagul Principelui al Olandei (Portocaliu–Alb–Albastru), folosit în 1625 în New Amsterdam.
- În perioada anterioară, orașul a arborat un drapel neoficial alb, cu sigiliul în centru.[1]
- În 1914, Comisia de Artă a desemnat un comitet pentru a proiecta steagul și sigiliul, alegând culorile olandeze, heraldica engleză și simbolismul american.

### Simbolism detaliat

#### Culori
- Albastru–Alb–Portocaliu: culori heraldice olandeze, cu referire directă la colonizarea inițială.

#### Sigiliu
- Stema prezintă:
  - Un vântublu (windmill) – amintind de moștenirea olandeză.
  - Biberoni și butoaie – simboluri ale industriei agricole timpurii și comerțului cu făină.
  - Suporteri: un marinar european și un indian native – reprezentând cooperarea între coloniști și nativi.
  - Pe creastă: un vultur american – semn al statutului unificat al orașului în SUA.
  - Sub stemă: anul 1625 – data recunoscută oficială pentru fondare, schimbată de la 1664 în 1977.
  - Legenda în latină „Sigillum Civitatis Novi Eboraci” – prezentă, dar utilizarea sa pe steag este opțională.

### Variante ale steagurilor municipale
- Steagul primar al orașului: tricolor cu sigiliul, oficial.
- Steagul primarului: același design, cu cinci stele albastre semicircular plasate deasupra sigiliului, reprezentând cele cinci cartiere.
- Steagul consiliului: inscripționat cu „Council” sub sigiliu pe banda albă.[2]

### Interpretări moderne
- Tricolorul este văzut ca o punte între trecut și prezent, evocând moștenirea olandeză și spiritul cosmopolit actual.
- Albul central simbolizează unitatea diversităților urbane, în timp ce albastrul și portocaliul evocă comerțul și creativitatea orașului modern.

1. ↑   newyorker.com. [newyorker.com „newyorker.com”] Verificați valoarea |url= (ajutor).  newyorker.com. Accesat în 18 iunie 2025.
2. ↑  nyc.gov. [nyc.gov „nyc.gov”] Verificați valoarea |url= (ajutor). nyc.gov. Accesat în 18 iunie 2025.